# Avenue de l'Hippodrome (Ixelles)
Pour les articles homonymes, voir Avenue de l'Hippodrome.
Ne doit pas être confondu avec La piste de l'Ancien Hippodrome.
L'avenue de l'Hippodrome (en néerlandais : Renbaanlaan), est une avenue bruxelloise sur la commune d'Ixelles .

## Particularité
Il existe un important dépôt de tramways, construit progressivement à partir de 1884, sur un terrain situé en bordure de l'avenue de l'Hippodrome et de la rue du Bourgmestre.